# Miagrammopes bambusicola
Miagrammopes bambusicola là một loài nhện trong họ Uloboridae.
Loài này thuộc chi Miagrammopes. Miagrammopes bambusicola được Eugène Simon miêu tả năm 1893.